# 2015年先取り博覧会 あらし予報
『2015年先取り博覧会 あらし予報』（2015ねんさきどりはくらんかい あらしよほう）は、2015年1月3日にフジテレビ系列にて放送されたバラエティ番組である。嵐の冠番組。

## 概要
2015年に開発・発売される様々な商品や施設を、嵐の各メンバーがジャンル毎に紹介する。
放送当日は『アラおめ!2015』と題し、当番組の後に放送される『VS嵐』新春3時間SP・櫻井翔主演のドラマ『大使閣下の料理人』と併せて、フジテレビでは夕方から夜まで7時間15分に渡って嵐による番組を編成した。

## 出演者

### 司会
- 嵐
  - 大野智
  - 櫻井翔
  - 相葉雅紀
  - 二宮和也
  - 松本潤

### ゲスト
- ヒロミ
- 剛力彩芽
- 中村アン
- フットボールアワー
- 鈴木福

## 放送内容
乗り物
担当は櫻井。ホバーボード、バイク、ウェイクボード、自動運転車を紹介。
アミューズメント
担当は大野。上海ディズニーランド、ジェットコースターを紹介。
ロボット
担当は相葉。変形型・操縦型・装着型と、多種のロボットを紹介。
建物
担当は松本。海外の高級ホテル・マンションを紹介。
生活雑貨
担当は二宮。耳栓、クーラーボックス、スーツケース、こたつなどを紹介。

## 主なスタッフ
- ナレーション：中村仁美（当時・フジテレビアナウンサー）
- 構成：小笠原英樹、町田裕章／相澤昇、向山佳綱、飯塚大悟
- TD：斉藤伸介（フジテレビ）
- SW：真野昇太
- CAM：三村純一（フジテレビ）
- VE：小幡成樹（フジテレビ）
- 音声：福田暁史
- PA：黒瀬知幸
- 照明：和田智裕（フジテレビ）
- 編集：奥山修
- MA：土屋信
- CG：瀬井貴之（フジテレビ）
- タイトル：福澤伸太郎（フジテレビ）
- 音響効果：大平拓也
- TK：槇加奈子
- 美術制作：古江学（フジテレビ）
- デザイン：鈴木賢太（フジテレビ）
- 美術進行：矢野雄一郎
- 大道具：藤沢和雄
- アクリル装飾：栩木崇行
- アートフレーム：田中裕司
- 特殊装置：枝茂孝
- 電飾：林将大
- 装飾：川合将吾
- 特殊美術：高橋明
- 視覚効果：中溝雅彦
- アレンジ：小柳幸絵
- 植木装飾：広田明
- マルチ：大高貢
- スタイリスト：四方修平、井元文子
- 広報：平井隆（フジテレビ）
- メイク：服部幸雄、竹内美徳、山田かつら
- 制作協力：ザ・スピングラス、ガスコイン・カンパニー、Big Face
- 取材協力：tdnavi
- 協力：ジャニーズ事務所
- 技術協力：fmt、共同テレビジョン、サンフォニックス、G'z Factory、IMAGICA、4-Legs、マルチバックス
- コーディネーター：コラボレーション、ナンバーズワン
- リサーチ：喜多あおい、高本裕也、金田佑馬
- AP：安部公代、原田このみ
- デスク：福田有岐
- ディレクター：唐雅則（スマイルオン）／菅剛史（ガスコイン・カンパニー）、斉藤崇・今村光宏・廣田彰大（シオプロ）、濱本美香、黒田源治（エスエスシステム）、中内竜也（ガスコイン・カンパニー）、鷹見睦（ザ・スピングラス）
- プロデューサー：双川正文（フジテレビ）、金佐智絵・岡村恭子（ザ・スピングラス）、碓氷容子（Big Face）
- チーフプロデューサー：三浦淳（フジテレビ）
- 演出：萬匠祐基（フジテレビ）
- 制作：フジテレビバラエティ制作部
- 制作著作：フジテレビ

## 放送時間
- 土曜16:15 - 18:00（JST）